# Raigering
Raigering ist ein in der Oberpfalz gelegenes Dorf, das ein Gemeindeteil der kreisfreien Stadt Amberg ist.

## Lage
Der Ort befindet sich in der Region Oberpfälzer Jura und liegt in der gleichnamigen Gemarkung. Raigering selbst ist einer von 23 Ortsteilen der kreisfreien Stadt Amberg. Die Ortsmitte der Kernstadt liegt etwa drei Kilometer im Südwesten.

## Geschichte
Die Geschichte von Raigering ist etwa ab 1700 schriftlich verfolgbar. Zu diesem Zeitpunkt bestand Raigering aus den beiden Ortsteilen Dorf und Hofmark, die, noch heute, zentrale Straße. Seit 1723 besitzt Raigering eine Brauerei, die bis heute existiert (Brauerei Sterk).
Als im Jahre 1818 in Bayern damit begonnen wurde, Gemeinden zu bilden, hatte dies auch für Raigering Auswirkungen. Es erfolgte der Übergang von einer ruralen zu einer politischen Gemeinde. Die Gemeinde Raigering wurde 1822 gegründet und am 1. Juli 1972 im Zuge der Gebietsreform aufgelöst. Zu diesem Zeitpunkt lebten 1151 Einwohner in Raigering.

## Raigeringer Panduren
Die Bezeichnung Raigeringer Panduren gründet sich auf die Gefolgschaft von Baronesse von Jeszinsky aus Presburg, die 1745 mit dem Grafen C. J. von Butler verheiratet wurde, dem Schlossherrn in Raigering. Die Gefolgschaft wurde nach ihrem ursprünglichen Herkunftsort Pandur oder auch Pandura in Slowenien benannt.

## Kultur und Sehenswürdigkeiten

### Bauwerke

#### Pfarrkirche St. Josef
Die Grundsteinlegung zu der modernen Pfarrkirche erfolgte im Jahr 1969, die Weihe im Frühsommer 1971. Die Kirche ist als Zelt gestaltet und besitzt eine große Fensterfläche in Richtung Westen. Die Glocken befinden sich auf einem der Kirche vorgelagerten Beton-Glockenträger. Neben der Kirche steht außerdem noch die Kriegerkapelle aus dem Jahr 1933.

#### Waldfriedhof Raigering (der Stadt Amberg)
im Talweg 11

### Regelmäßige Veranstaltungen
Die Raigeringer Kirwa findet jährlich von Mittwoch bis Dienstag um den letzten Sonntag im Juli statt.

### Vereine
- Freiwillige Feuerwehr Raigering, gegründet 1888
- Burschenverein 07, gegründet 1907
- Schützengesellschaft Hubertus, gegründet 1921
- Obst- und Gartenbauverein, gegründet 1926
- Sportverein SV Raigering, gegründet 1928

## Persönlichkeiten
- Heinz Donhauser (* 22. Juni 1951), Abgeordneter des Bayerischen Landtags
- Barbara Meier (* 25. Juli 1986), Fotomodell und Mannequin
- Patrick Erras (* 21. Januar 1995), Fußballspieler